# PKP-Baureihe Tr20
Die PKP Baureihe Tr20 waren Schlepptenderlokomotiven für den Güterzugdienst der Polnischen Staatsbahn PKP.

## Geschichte
Von diesen Lokomotiven wurden nach dem Ersten Weltkrieg 175 Maschinen in der amerikanischen Lokomotivfabrik Baldwin Locomotive Works, Philadelphia produziert. Bei der Entwicklung ging es um eine Lokomotive für Kriegszwecke der Armee.
Sie hatte einen kleinen Rost. Der Dampfdruck betrug 13,5 bar, und das Ausmaß der Feuerbüchse verriet die Notwendigkeit von qualitativ hochwertigem Brennstoff. Die Lokomotive wurde als unansehnlich und nutzlos schwer bezeichnet.

## DR-Baureihe 56.37–38
144 Maschinen fuhren bei den Polnischen Staatsbahnen PKP und wurden während des Zweiten Weltkriegs als DR-Baureihe 56.37–38 bezeichnet.
Stationierungsdaten sind aus der Literatur nicht zu entnehmen. Sie wurden bis 1974 ausgemustert.

## ČSD 437.25
Zwei Lokomotiven verblieben nach dem Zweiten Weltkrieg bei den ČSD und wurden als Reihe 437.25 bezeichnet. Im Betrieb wurden sie im Raum Ostrava belassen. Binnen kurzer Zeit wurden sie abgestellt und 1950 an die PKP zurückgegeben.